# Hällkisttiden
Hällkisttiden, är en äldre benämning på den senneolitiska perioden.
Begreppet skapades när man ansåg att utvecklingen av de s.k. megalitiska gravarna dösar och gånggrifter avslutades med hällkistor. Man talade också om döstid och gånggriftstid. Man döpte tidsperioderna efter gravarna. Det visade sig att det fanns en tidslucka mellan gånggrifter och hällkistor då gravar i form av stridsyxgravar eller andra  enkla flatmarksgravar med träkistor, stenramar eller utan stenar förekommer. Andra benämningar på tiden var dolktid efter det dominerande prestigevapnet. Denna benämning användes mera i Danmark 